# Pholidoptera transsylvanica
Pholidoptera transsylvanica är en insektsart som först beskrevs av Fischer 1853.  Pholidoptera transsylvanica ingår i släktet Pholidoptera och familjen vårtbitare. Inga underarter finns listade i Catalogue of Life.